# Nipponomyia joshii
Nipponomyia joshii är en tvåvingeart som beskrevs av Alexander 1957. Nipponomyia joshii ingår i släktet Nipponomyia och familjen hårögonharkrankar. Inga underarter finns listade i Catalogue of Life.